# Formica truncata
Formica truncata é uma espécie de formiga do gênero Formica, pertencente à subfamília Formicinae.